# Mezzé
Mezzé o Mezzeh (àrab: ٱلْمَزَّة, al-Mazza), antigament al-Mizza, és un districte de Damasc, capital de Síria.

## Història
Els geògrafs medievals la situen mig farsakh (uns 4 km) a l'oest de Damasc i regada pel riu Barada o Mizzat Kalb (perquè fou poblada sota els omeies per àrabs kalbites partidaris dels sufyanites). Era una població amb terres fèrtils i productives. Fou famosa com a lloc d'enterrament de Dihya ibn Khalifa al-Kalbi, company del Profeta. Sota els omeies fou capital dels kalbites fins al final de la dinastia. El 745 el califa Marwan II després de sufocar la revolta d'Homs va enviar tropes contra els seus enemics a la regió de Damasc i les propietats dels iemenites a al-Mizza foren incendiades. La ciutat torna a parèixer com a prospera sota els aiúbides i els mamelucs sent una de les principals poblacions de la regió anomenada Ghuta.

## Infraestructures
Modernament forma part de Damasc. L'aeroport militar de la capital està situat a Mezzé i porta aquest nom.